# Grupo Autogestivo de Lesbianas
El Grupo Autogestivo de Lesbianas (GPS) fue un grupo informal formado en Argentina en 1988 integrado por militantes feministas y lesbianas. Fue una de las asociaciones precursoras del movimiento lésbico en Argentina. Formaba parte de la asociación feminista Lugar de Mujer. Su función fue visibilizar la sexualidad lesbiana e impulsar cambios sociales que terminaran con el orden patriarcal y heteronormativo. Entre otras personas integraron el grupo Adriana Carrasco, Ana Rubiolo y Mabel Bellucci. Publicaba la revista Codo a codo.

## Historia
En 1985 visitó Argentina la militante lesbiana española Empar Pineda que tuvo un efecto disparador de la militancia lesbofeminista local. En 1986 comienza a organizarse un grupo de mujeres feministas lesbianas lideradas por Adriana Carrasco e Ilse Fuskova que en 1987 dieron origen a los Cuadernos de Existencia Lesbiana, considerada la primera publicación lésbica de Argentina, lanzada para ser distribuida durante el acto por el Día de la Mujer. 
Los Cuadernos convocaron a un grupo de mujeres de distintas edades e ideas políticas, con predominio del peronismo. Algunas de esas mujeres, entre las que estaban Adriana Carrasco, Ana Rubiolo y Mabel Bellucci, decidieron crear en 1988 el Grupo Autogestivo de Lesbianas, en un momento en que no existía ninguna organización de lesbianas en el país. El GAL publicó también la revista Codo a codo.
El 8 de marzo de 1988 siete mujeres del grupo de Grupo Autogestivo de Lesbianas y Cuadernos de Existencia Lesbiana, aparecieron en el acto con vinchas de color lila que decían «Apasionadamente Lesbiana», constituyendo la primera vez en Argentina que un grupo de lesbianas se presentan como tales en el espacio público. Las siete mujeres fueron Adriana Carrasco, Araceli Bellota, Julián García Acevedo (que en ese momento no había transicionado a varón), Elena Napolitano, Ilse Fuskova, Ana Rubiolo y una mujer llamada Graciela.

Para 1986 las lesbianas en Argentina no existíamos. "Lesbiana" era un término clínico que nos etiquetaba como desviadas y un montón de cosas más, con connotaciones negativas. Ni hablar de las terapias psiquiátricas y conductivistas para sacarle el lesbianismo a la paciente. Todas terapias del horror. El caso paradigmático fue el de La Raulito en manos del psiquiatra Marchant. Ninguna quería ser esa lesbiana, ni la tortillera, ni la marimacho, ni la pan con pan, ni la indecible. Nosotras, un grupo pequeño del que formamos parte entre otras con Ilse Fuskova, María García Acevedo, Ana Rubiolo y Araceli Bellotta, nos paramos delante de todes y dijimos: «Existimos, somos apasionadamente lesbianas».
Adriana Carrasco

La conflictividad de las mujeres feministas heterosexuales con las mujeres lesbianas dentro de la asociación Lugar de Mujer, llevó a la disolución del grupo en 1989.